# Marcus Popillius Laenas (consul en -173)
Pour les articles homonymes, voir Popillius Laenas.
Marcus Popillius Laenas est un homme politique de la République romaine, consul en 173 av. J.-C.

## Famille
Il est membre de la gens des Popillii Laenates, fils d'un Publius Popillius Laenas et petit-fils d'un Publius Popillius Laenas, soit : M. Popillius Laenas P.f. P.n. C'est le père de Marcus Popillius Laenas, consul en 139 av. J.-C., et peut-être le frère de Caius Popillius Laenas, consul en 172 et 158 av. J.-C.

## Biographie
En 176 av. J.-C., il est élu préteur mais ne se rend pas dans sa province de Sardaigne, ne souhaitant pas gêner les succès que rencontre le propréteur Titus Aebutius.
En 173, il devient consul avec L. Postumius Albinus pour collègue. Il combat les Statiellates, une tribu de Ligures, dans ce qui était alors la Gaule cisalpine. Il livre une bataille sanglante près de la ville de Carystum et grâce à sa cavalerie, il transperce la défense ligure. Les cavaliers pourchassent alors les fuyards qui tentent de rejoindre la ville. Les pertes sont lourdes des deux côtés, 10 000 tués et 700 prisonniers pour les Ligures et 3 000 tués pour les Romains. Les Ligures survivants se rendent, pensant que Popillius se montrerait clément. Cependant, ce dernier fait détruire la ville et vend leurs biens.
Le Sénat est indigné quand il entend parler du traitement qu'a subi ce peuple, qui n'est pas un ennemi de Rome et a été attaqué sans provocation. Le Sénat exige que Popillius restitue aux Liguriens leurs maisons et leurs propriétés. Popillius, outragé, refuse d'obéir.
De retour à Rome, il attaque le Sénat pour son action. Il clame qu'il aurait plutôt dû recevoir des remerciements pour son action au lieu des remontrances du Sénat pour la façon dont il a traité les vaincus. De nombreux sénateurs s'opposent à lui et l'attaquent de nouveau pour ses actes cruels. Popillius repart dans sa province, ayant échoué à regagner les faveurs du Sénat.
L'année suivante, Popillius continue ses agressions contre les Statiellates, tuant 6 000 de leurs hommes lors d'une bataille. Ses actions ont pour résultat de pousser les tribus ligures à la révolte. Le Sénat promulgue alors un décret qui déclare que tous ceux qui s'opposeraient à ce que les Statiellates retrouvent leur liberté seraient considérés comme des traîtres.
Popilius refuse de retourner à Rome jusqu'à ce qu'un tribun de la plèbe, Caius Licinius, menace de le faire juger in absentia. Popillius se rend alors à Rome et est finalement jugé mais le procès ne débouche sur aucune condamnation sérieuse du fait de l'influence de la famille des Popillii dont un des membres est consul cette année-là.
En 159 av. J.-C., en dépit de ses actions passées contre les Ligures, il est élu censeur avec Publius Cornelius Scipio Nasica.